# Tellina tenella
Tellina tenella är en musselart som beskrevs av Addison Emery Verrill 1874. Tellina tenella ingår i släktet Tellina och familjen Tellinidae. Inga underarter finns listade i Catalogue of Life.